# Microphorella emiliae
Microphorella emiliae är en tvåvingeart som beskrevs av Igor Shamshev 2004. Microphorella emiliae ingår i släktet Microphorella och familjen styltflugor. Inga underarter finns listade i Catalogue of Life.